# BUB1
BUB1（budding uninhibited by benzimidazoles 1）は、ヒトではBUB1遺伝子にコードされる酵素（プロテインキナーゼ）である。
BUB1は、出芽酵母Saccharomyces cerevisiaeの遺伝的スクリーニングから最初に同定されたセリン/スレオニンキナーゼである。このタンパク質はキネトコアに結合し、紡錘体チェックポイント（SAC）の確立と染色体集合に重要な役割を果たす。BUB1は出芽酵母からヒトまで多様な生物で進化的に保存されており、その機能喪失変異や欠損は染色体の異数性、不安定性、早老を引き起こすことが報告されている。

## 構造
BUB1は保存されたN末端領域、中央部の非保存領域、そしてC末端のセリン/スレオニンキナーゼドメインから構成される。N末端領域は、キネトコアタンパク質ブリンキン/AF15q14への結合を媒介する。この相互作用はBUB1のキネトコアへの局在、そしてSAC活性化時の細胞周期停止機能に必要不可欠である。ヒトBUB1のC末端のキナーゼドメインの結晶構造が解かれており、2つのローブからなる典型的なキナーゼフォールドを取ることが明らかにされている。ATP結合部位と触媒部位は2つのローブの相互作用面に位置している。キナーゼドメインのN末端側の伸長部には3つのβストランドと1つのαヘリックスが含まれ、キナーゼドメインのNローブに巻き付いている。

## 細胞内局在
BUB1は細胞周期のG1期からS期にかけて徐々に蓄積し、G2/M期にピークに達し、そして有糸分裂後に急激に減少する。有糸分裂前期にouter kinetochore領域に最初に局在するタンパク質の1つであり、有糸分裂の適切なタイミングや紡錘体損傷に対するチェックポイント応答過程に関与することが示唆されている。

## 機能
BUB1は細胞周期を通じて多様な機能を持ち、主に有糸分裂中期におけるSACと染色体整列に機能を有する。このタンパク質の機能と同様、現在同定されている相互作用ネットワークもまた複雑である。

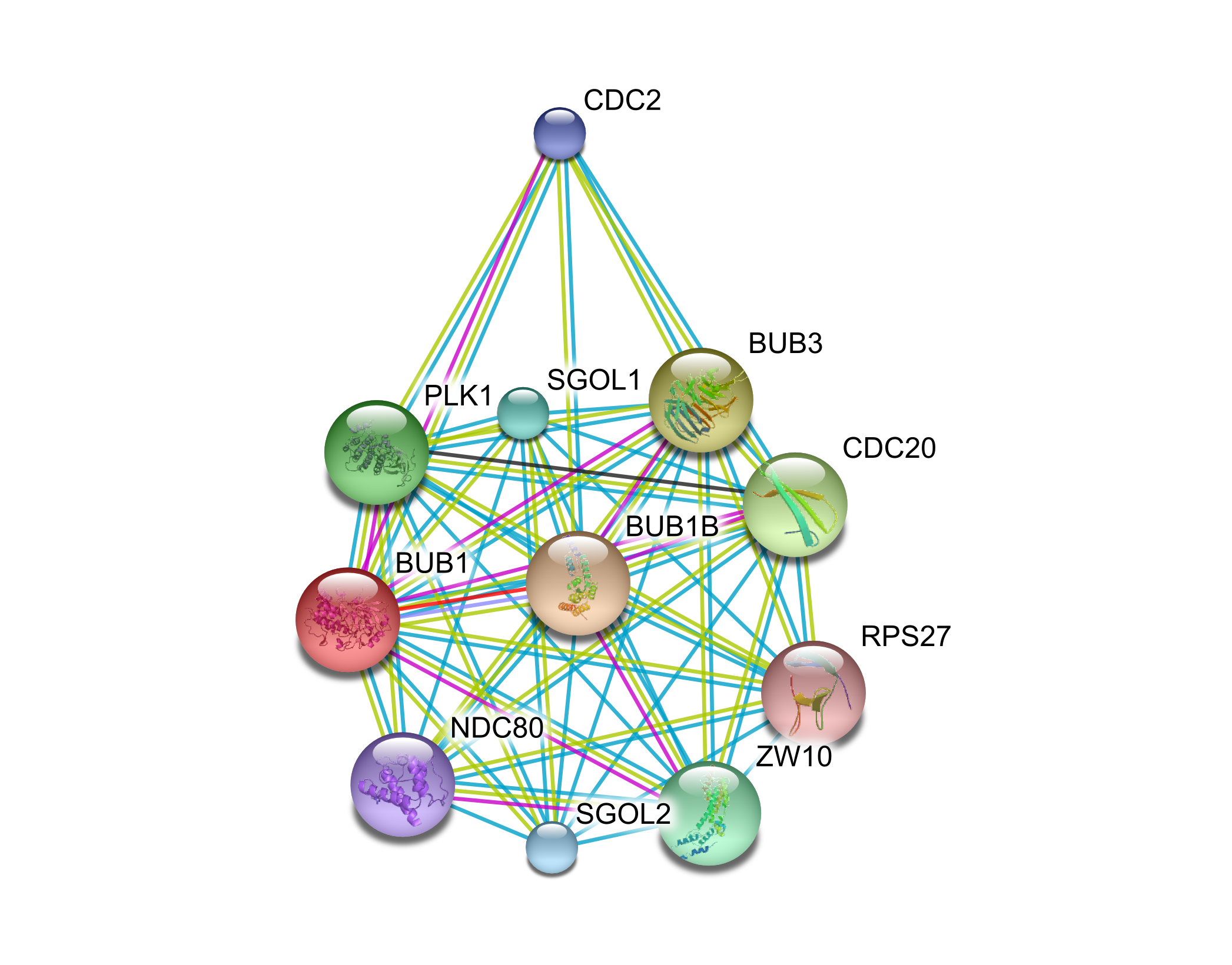
ヒトBUB1のタンパク質間相互作用ネットワーク

SACは、真核生物細胞において染色体が高い信頼性で次世代へ受け継がれるよう保証する、中心的な監視機構となっている。キネトコアへの微小管の双極型（bipolar）接着はいくつかの構成要素によって監視されているが、おそらく双極型接着によって生じる張力が検知されているものと考えられている。双極型接着を行っていないキネトコアが1つでも存在する限り、有糸分裂中期から後期への移行はSACによって停止される。このことは、SACが非常に高感度のシグナル伝達経路である必要があることを示している。Bub1はSACの形成とシグナル伝達のマスターレギュレーターであると考えられている。チェックポイントは他に少なくとも13種類のタンパク質（Mad1、Mad2、Mad3/BubR1、Bub3、Mps1など）によって構成されており、これらの多くはBUB1と相互作用することが明らかにされている。
SACの活性化に伴って、Bub1はAPC/CのコアクチベーターであるCdc20を直接リン酸化する。このリン酸化はおそらくBub3との複合体によって行われており、Bub3自体もこれに先立ってBub1によるリン酸化を受けている。Cdc20のリン酸化は最終的には、中期から後期の移行を決定しているAPC/Cの活性の低下をもたらす。一方、Cdh1と複合体を形成したAPC/CはBub1に対して作用し、有糸分裂を終結させるためにBub1に分解標識を付加する。
また、G2期から有糸分裂前期にかけてのBub1のキネトコアへの局在は、SACの機能のもう1つの側面を示している。Bub1はMad1、Mad2、BubR1、CENP-E、PLK1といった他のチェックポイントタンパク質やモータータンパク質をキネトコアへリクルートするためのプラットフォームとして機能すると考えられている。SAC活性におけるBub1の主な役割は、Cdc20のリン酸化よりも、むしろBubR1、Mad1、Mad2のリクルートであることを示唆するデータも得られている。
紡錘体損傷に伴って、Bub1によるMad1のリン酸化も開始され、その結果Mad2はCdc20へアクセスして阻害を行えるようになる。また、Bub1はシュゴシンタンパク質（Sgo1）のセントロメア領域への局在を高めることで、姉妹染色分体間の接着を保護する。そしてBub1はホスファターゼPP2Aをリクルートし、セントロメアからSgo1を除去してしまうPLK1の作用を阻害する。
一方で、PLK1の局在もBub1の活性に依存している。ツメガエル抽出物を用いてRNAiや抗体によってBub1を枯渇させた研究では、Bub1がinner centromereと呼ばれる領域の組織化に重要な機能を果たしていることが示唆されている。こうしたキネトコアの組み立てにおける役割と同様に、Bub1はオーロラBキナーゼ、サバイビン、INCENPといった染色体パッセンジャー複合体（chromosomal passenger complex）の構成要素もリクルートする。Bub1によるINCENPの直接的リン酸化も観察されている。
RNAiによるヒトBUB1の枯渇実験からは、BUB1が中期の適切な染色体集合に関与していることが示唆されている。BUB1の下流の標的として、CENP-F、MCAK、SGO1などのキネトコアタンパク質が同定されている。

## がんとの関係
分裂期チェックポイント機構の異常は、ヒトの多くのがんに共通する特徴である。より正確には、紡錘体チェックポイントの変異は染色体の不安定性や異数性をもたらす場合があり、こうした特徴は全ての固形腫瘍の90％以上でみられる。BUB1の機能喪失変異や遺伝子発現の低下は、大腸がん、食道がん、胃がん、乳がん、メラノーマなど、ヒトのいくつかのがんで同定されている。Bub1の発現レベルと腫瘍の発生部位や重症度には相関がみられることが知られている。一例としてマウスでは、Bub1の発現が最も低い場合には肉腫、リンパ腫、肺腫瘍がより多く発生し、それよりもいくぶん高い場合には肉腫と肝腫瘍が発生するもののリンパ腫や肺腫瘍は発生しないことが示されている。さらに、Bub1はSV40ウイルスのラージT抗原の標的として同定されており、おそらくその発がん性形質転換能に寄与している。Bub1が腫瘍発生に関与してることは動物実験からも示されており、Bub1の発現が低下したマウスは腫瘍易罹患性を示す。p53機能不全細胞（HeLa細胞など）でのBub1のノックダウンは染色体異数性を引き起こす。異数性がそれ単独で腫瘍発生の十分な原動力となるのか、それとも腫瘍発生に伴う単なる結果であるのかに関しては、科学的論争がある。

## CIMDとの関係
Bub1は、CIMD（caspase-independent mitotic death）と呼ばれるカスパーゼ非依存的な細胞死の負の調節因子としても同定されている。Bub1の枯渇によって、SACの機能低下に伴って生じる異数性を避けるために行われるCIMDは増加する。CIMDはp73に依存しており、p73の転写活性はリン酸化を介して阻害されるが、p73とBub1との直接的な相互作用は示されておらず、またBub1とp73を関連付けている分子も未発見である。また、p53はBub1が枯渇した場合にはアポトーシスを誘導することができ、Bub1がp53に結合してアポトーシス促進遺伝子の活性化を防いでいることが提唱されている。p53とBub1との相互作用は示されていないが、p53はBubR1に結合することが報告されている。